# 옥천 창주서원 묘정비
옥천 창주서원 묘정비(沃川 滄州書院 廟庭碑)는 충청북도 옥천군 이원면 이원리에 있는 옛 창주서원 (創洲書院) 자리에 서 있는 비석이다. 1996년 1월 5일 충청북도의 기념물 제105호로 지정되었다.

## 개요
옥천군 이원면 현(縣) 마을 옛 창주서원 (創洲書院) 자리에 서 있는 이 묘정비(廟庭碑)는 1682년 숙종(肅宗) 8년 창주서원이라는 사액(賜額)을 받고 세운 비로서 우암(右菴) 송시열(宋時烈) 선생이 글을 짓고 곡운(谷雲) 김수증(金壽增)이 글을 썼다. 이 비는 장방형(長方形)의 기초석(基礎石) 위에 비신(碑身)을 세웠으며 비신 위에는 기와지붕 모양의 비 갓을 사실적으로 표현하여 올려 놓아 조선시대의 전형적인 모습을 잘 나타내고 있다.

## 참고 자료
- 옥천 창주서원 묘정비 - 국가유산청 국가유산포털